# Psychotria rivularis
Psychotria rivularis är en måreväxtart som beskrevs av Ignatz Urban. Psychotria rivularis ingår i släktet Psychotria och familjen måreväxter. Inga underarter finns listade i Catalogue of Life.